# Deutsche Bundesbahn
La Deutsche Bundesbahn (DB) (littéralement : « Chemins de fer fédéraux allemands ») était  la compagnie ferroviaire de la République fédérale d'Allemagne issu de la Deutsche Reichsbahn (DRG) se trouvant dans la bizone (zones d'occupation américaine et britannique). Elle fut créée en 1949. 
Le 1er juillet 1952, les Südwestdeutschen Eisenbahnen  (SWDE), chemins de fer de la zone d'occupation française, furent intégrés à la Deutsche Bundesbahn. 
Le 1er janvier 1994, elle a fusionné avec la Deutsche Reichsbahn (chemins de fer de la RDA) pour former la Deutsche Bahn, le sigle DB étant conservé.